# Альма (тропічний шторм)
Тропічний шторм «Альма» (англ. Tropical Storm Alma) — перший тропічний шторм сезону тихоокеанських ураганів 2008 року, який викликав повені і зсуви в країнах Центральної Америки. Залишки шторму сформували Тропічний шторм Артур в Атлантиці
Альма був першим зареєстрованим тропічним штормом, що обрушився на тихоокеанське узбережжя Нікарагуа. У Центральній Америці зливи викликали повені і зсуви, в результаті яких загинули 11 людей і було завдано збитків у розмірі 35 млн доларів.

## Метеорологічна історія

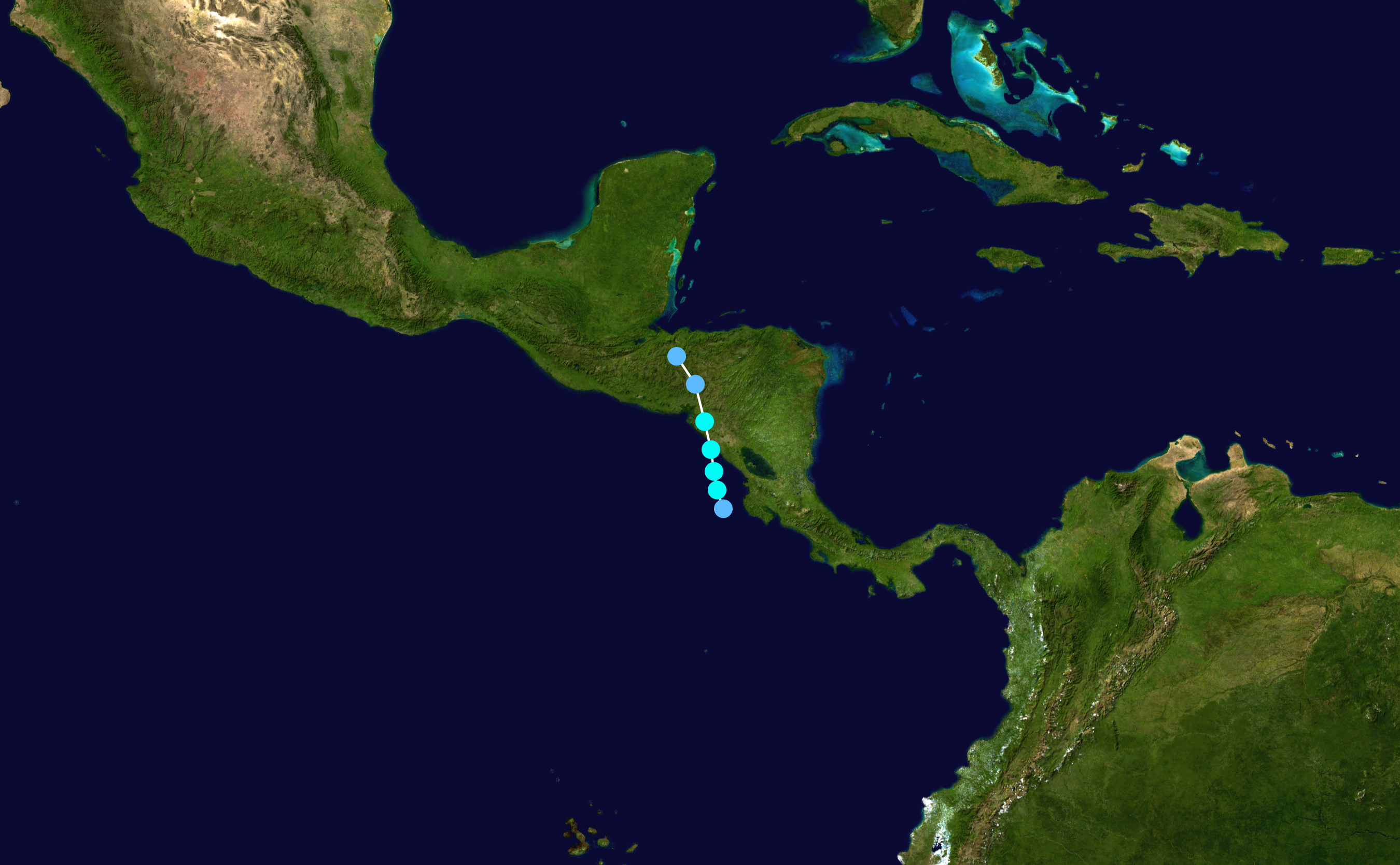
Карта шляху і інтенсивності тропічного шторму Альма за шкалою Саффіра-Сімпсона

До кінця травня 2008 року комп'ютерні моделі прогнозують розвиток великої області низького тиску на північний захід від Центральної Америки. 26 травня великий жолоб простягався від південно-західній частині Карибського моря через Коста-Рику до східної частини Тихого океану, утворюючи широку область низького тиску по всьому регіону. Виникла розсіяна область сильної конвекції, частково пов'язана з зоною межтропіческом конвергенції. Перебуваючи в зоні обурення залишалося практично стаціонарним, а 27 травня активність зливи збільшилася в організації. Система поступово ставала кращою організованою, і з досить добре розвиненою циркуляцією і конвективного структурою Національний центр ураганів (NHC) класифікував систему як Tropical Depression One-E о 03:00 UTC 29 травня, приблизно в 105 милях (165 миль). км) на захід-північний захід від Кабо Бланко, Коста-Рика.
Над гребенем середнього рівня, розташованим в Мексиканській затоці, депресія в основному дрейфувала на північ через область з теплою водою і слабким зрушенням вітру. Спочатку його конвекція була слабкою і обмежувалася кількома смугами дощу далеко від центру. Таким чином, посилення після мінімального статусу тропічного шторму не очікувалося. Однак в системі швидко утворилися сильні грози біля центру з посиленою смугою в південному півколі, і о 15:00 за всесвітнім координованим часом 29 травня NHC підвищив рівень депресії до тропічного шторму Альма, приблизно в 55 милях (85 км) на північний захід від Манагуа , Нікарагуа. Його інтенсивність була встановлена на рівні 45 миль в годину (75 км / год), а інтенсивність шторму прогнозувалася лише трохи вище перед виходом на берег. Однак через годину після того, як він був підвищений до статусу тропічного шторму, NHC повторно оцінив інтенсивність як 65 миль в годину (100 км / ч), пославшись на оновлені спостереження зі супутникових зображень і QuikSCAT. Особливість очей формується, оточений дуже щільним кільцем конвекції, і близько 1900 UTC 29 травня Альма зробив вихід на сушу поблизу Леон, Нікарагуа, як сильний тропічний шторм. Шторм швидко вщух після того, як вийшов на берег, хоча невелику ділянку грози тривав, коли він перейшов в гірський район на півдні Гондурасу. Після проходження близько Тегусігальпи Альма ослабла до стану тропічної депресії, І о 15:00 UTC 30 травня циклон розсіявся біля кордону Гондурасу і Гватемали. 31 травня після перетину Центральної Америки як області низького тиску, залишки Альми перемістилися в Гондурасский затоку і породили тропічний шторм Артур.

## Підготовка та наслідки
Одночасно з першим попередженням про депресію уряд Коста-Рики випустило попередження про тропічний шторм для всього тихоокеанського узбережжя країни. Приблизно за чотири години до виходу на сушу, коли була названа Альма, попередження про тропічний шторм діяло для всього узбережжя Коста-Рики, Нікарагуа, Гондурасу і Сальвадора. Коли стало відомо, що шторм набагато сильніше, ніж передбачалося раніше, було випущено попередження про ураган для узбережжя Нікарагуа і Гондурасу, І прогнозувалося, що Альма отримає статус урагану. Перед виходом на берег NHC попередив, що шторм може викликати до 20 дюймів (500 мм) опадів, що призведе до зсувів і раптовим повеней. Національна комісія Коста-Рики з надзвичайних ситуацій відкрила притулку до приходу шторму; 250 чоловік в Паррі евакуйовані зі своїх будинків. У Нікарагуа офіційні особи евакуювали близько 5 000 чоловік, а 3 000 військовослужбовців були мобілізовані для надання допомоги в ліквідації наслідків урагану.
Коли тропічний шторм Альма обрушився на сушу, в Центральній Америці випали від помірних до сильних дощів. У місті Давид, Чиріки на заході Панами, за 48 годин випало 5,75 дюйма (141 мм) опадів. Крім того, в столиці Коста-Рики Сан-Хосе випало 3,07 дюйма (78 мм) опадів за 48-годинний період. У Коста-Риці опади викликали повінь річки, що загрожує 17 громадам. Це також викликало масові зсуви, в результаті яких було закрито не менш восьми доріг. Ураган повалив дерева та лінії електропередач, залишивши без електрики в країні близько 42 000 чоловік. Дві смерті були зареєстровані в країні, а також збиток в Коста-Риці оцінюється ($ 35 млн 2008 USD).
В Леоне, недалеко від місця виходу на берег в Нікарагуа, проходження Альми залишив місто без електрики. У місті було зруйновано кілька будівель, пошкоджені деякі дороги. У багатьох департаментах Леон і Чінандега через сильний вітер відключилася електрика. 2 людини загинули від удару струмом через обвалення високовольтного кабелю. У море одна людина потонула, долаючи шторм на своєму човні. У Тегусігальпі, Airbus A320 викотився за межі злітно-посадочної смуги , через зливи. Загинули троє на борту, двоє на землі, поранені близько 80. Ще один випадок зі смертельним результатом був зареєстрований в Гондурасі, коли молоду дівчину віднесло бурхливим потоком.